# 나카무라 구로
나카무라 구로(일본어: 中村九郎, 1979년 12월 13일 ~ )은 히로시마 현 출신의 라이트 노벨 작가이다.
2005년, 제 5회 SD 소설 대상에서 최종 후보까지 올라갔던 《흑백 큐피트》로 데뷔한다. 같은 해 제 4회 영 미스터리 대상 최종 전형 작 《로크멘 다이스》가 후지미 쇼보를 통해 출간되었다. 가가가 문고 (2007년 5월 창간)을 통해 《수해인어》를 연재하고 있다. 작가 특유 고유의 필체로 유명하다.